# Народицкий, Борис Савельевич
Бори́с Саве́льевич Народи́цкий (20 сентября 1941 — 10 января 2024) — советский и российский медицинский биолог, один из разработчиков вакцины против COVID-19 «Спутник V», доктор биологических наук (1989), профессор (1994).

## Биография
Родился 20 сентября 1941 года в Свердловске. В 1963 году окончил Московский государственный педагогический институт им. В. И. Ленина по специальности «биология и химия».
С 1966 года — в Институте вирусологии им. Д. Н. Ивановского АМН СССР: аспирант, младший, старший научный сотрудник.
В 1969 году защитил кандидатскую диссертацию:
- Химические и физические свойства бактериофага SW, лизирующего Bacillus Subtilis, и его ДНК : диссертация … кандидата биологических наук : 03.00.00. — М., 1969. — 173 с. : ил.

В 1970—1980-х годах группа учёных под его руководством разработала векторную платформу аденовируса человека, на основе которой много лет спустя были созданы вакцины против лихорадки Эбола и «Спутник V».
В 1988 году защитил докторскую диссертацию:
- Структурно-функциональная организация генома аденовирусов и конструирование вектора для эукариотических клеток : диссертация … доктора биологических наук : 03.00.03. — М., 1988. — 469 с. : ил.

В 1988—2002 годах старший научный сотрудник Всесоюзного (Всероссийского) научно-исследовательского института сельскохозяйственной биотехнологии ВАСХНИЛ (РАСХН). Там продолжил работу по изучению аденовирусов и удалению из них генов, ответственных за размножение.
В 1994 году присвоено звание профессора.
В 2002 году вернулся в Институт вирусологии им. Д. Н. Ивановского, который к тому времени стал структурным подразделением ФГБУ «НИЦЭМ им. Н. Ф. Гамалеи» Минздрава России. Руководитель отдела генетики и молекулярной биологии бактерий, с 2004 по 2017 годы — заместитель директора центра по научной работе, с декабря 2017 года — заместитель директора по научной работе Института вирусологии им. Д. И. Ивановского.
По совместительству — профессор кафедры биологии, вирусологии и генной инженерии Московского государственного университета прикладной биотехнологии.
В 2009—2020 годах — научный руководитель компании «НТФарма».
Умер от пневмонии 10 января 2024 года в Москве. Похоронен на Троекуровском кладбище.

## Научная деятельность
Сфера научных интересов: молекулярная биотехнология, клеточная микробиология, молекулярные механизмы взаимодействия патогенов с клетками иммунной системы человека, конструирование векторных систем для переноса генетической информации в эукариотические клетки. Подготовил доктора (Денис Юрьевич Логунов) и 17 кандидатов наук.

### Сочинения
- Народицкий Б.С, Гинцбург А. Л., Воробьев A.A. Генетические Вакцины. //Вестник РАМН. − 2005. — № 1. — С. 14—19.
- Низкомолекулярные ингибиторы различных компонентов сигнального каскада фактора транскрипции NF-κB. / Н. Г. Долинная, Е. А. Кубарева, Е. В. Казанова, Н. А. Зигангирова, Б. С. Народицкий, А. Л. Гинцбург, Т. С. Орецкая. // Успехи химии, 2008, 77, 1036—1052
- Использование нановирусных частиц в медицине / Б. С. Народицкий, М. М. Шмаров, Д. Ю. Логунов // Сб. материалов XIX (82) сессии Общего собрания Российской Академии Медицинских Наук. — М.: Медицина, 2008. — С.180-188.

## Награды
Лауреат Премии Совета Министров СССР, премии имени Н. Ф. Гамалеи РАМН и премии «Призвание». За вклад в создание вакцины «Спутник V» награждён орденом Почёта (11.06.2021).